# Герб Віли-Нови-де-Пойареша
Ге́рб Віли-Нови-де-Пойареша — офіційний символ містечка Віла-Нова-де-Пойареш, Португалія. Використовується як територіальний герб. У срібному щиті дві ластівки натурального кольору, обабіч яких дві зелені приморські сосни з чорним стовбуром і кореневищем, а також шишками природного забарвлення. У главі щита чорна бджола, промальована золотом. Щит увінчує срібна мурована містечкова корона з чотирма вежами.  Під щитом біла стрічка, на якій великими літерами напис португальською: «Vila Nova de Poiares» (Віла-Нова-де-Пойареш).  Офіційно затверджений 11 квітня 1938 року.  

## Галерея

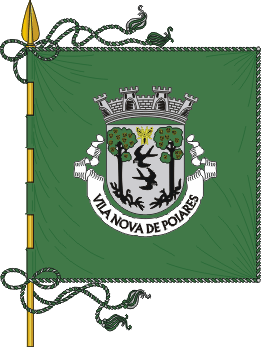
Прапор